# علی‌اصغر محتاج
علی‌اصغر محتاج طراح، گرافیست، نویسنده، شاعر و نقاش ایرانی است.
او علاوه بر خلق آثار نقاشی و گرافیکی ارزشمند، در زمینه شعر و ادبیات نیز فعالیت دارد.

## زندگی
علی اصغر محتاج در ۵ دیِ ۱۳۲۲ در همدان به دنیا آمد. خانواده وی اصالتاً همدانی و پدرش جواد محتاج از معتمدین شهر بوده است. وی تحصیلات ابتدایی را در مدرسه رهنما و متوسطه را در دبیرستان پهلوی همدان گذرانید.
در این دوران (چهارم متوسطه ۱۳۳۶) اولین نوشته او در مجله اطلاعات هفتگی به چاپ رسید. وی در سال ۱۳۴۱ جهت ادامه تحصیل وارد دانشکده هنرهای زیبای دانشگاه تهران شد و شروع به تحصیل در رشته نقاشی نمود. دوره تحصیل وی در این دانشکده که به دوران طلایی مشهور است، بزرگانی را به دنیای هنر ایران ارائه نمود که از آن جمله می‌توان به مرتضی ممیز، عباس کیارستمی، آیدین آغداشلو، نیکزاد نجومی، قباد شیوا و … اشاره نمود. دوره اخذ لیسانس محتاج ۵ سال به طول انجامید و او در این دوران به کارهای مختلفی چون کار در آتلیه گرافیک و … مشغول بود. پس از فارغ‌التحصیلی از دانشگاه با رتبه عالی، مدتی را به تدریس در مدارس تهران گذراند و در این دوره در سطح وسیع و بالایی با آنچه در عالم هنر تهران می‌گذشت در ارتباط بود.
سپس به سربازی رفت. وی دوره سربازی را در کردستان گذراند و در این مدت موفق شد به کارهای هنری خود که ساخت یک سینما و نگاشتن چند فیلم نامه نمایشی بود ادامه دهد. پس ازآن در سال ۱۳۵۰ به استخدام سازمان رادیو تلویزیون ملی ایران درآمد و برای انجام امور گرافیک تلویزیون وارد انتشارات سروش که زیر نظر قباد شیوا اداره می‌شد، گردید.
شاخص‌ترین اثر این هنرمند، تیتراژ سریال دلیران تنگستان است که به گفته اهل فن، یکی از تیتراژهای شاهکار در تاریخ سینما و تلویزیون ایران است.

## مدارک تحصیلی
فارغ‌التحصیل رشته نقاشی با رتبه عالی از دانشکده هنرهای زیبای دانشگاه تهران

## فعالیت‌ها

### نمایشگاه‌ها
- تالار قندریز ۱۳۴۵ – نمایشگاه جمعی
- گالری سبز ۱۳۷۴ – نمایشگاه انفرادی
- گالری هما ۱۳۸۵ – نمایشگاه انفرادی
- موزه امام علی - منتخبی از گنجینهٔ پوسترهای تئاتر سال‌های ۱۳۴۸ تا ۱۳۶۸ – نمایشگاه جمعی
- گالری آ – طراح ستاره دار- مروری بر آثار آراپیک باغداساریان - ۱۳۹۵ – نمایشگاه جمعی[۲]
- The Iranian Look 4 در کشور لهستان - نمایشگاه جمعی - the 27th International poster Bienniale in Warsaw 2021

### کتاب‌های چاپ شده
- یک - نشر نظر – کتاب خروس[۳]
- چیزی همانند خاطره

### تصویر گری و طراحی روی جلد
- گردوهای موش قهوه‌ای و دوست پرنده- انتشارات سروش- ۱۳۶۸
- منطق اکتشاف علمی - نوشته کارل ریموند پوپر - ترجمه احمد آرام
- شوهر مدرسه‌ای – جووانی گوارسکی – ترجمه جمشید ارجمند - نشر کتاب پرواز - ۱۳۸۰
- شاعر گنجشک‌ها – مجموعه شعر برای نوجوانان – انتشارات سروش - ۱۳۸۱
- قلب زیبای بابور – کتاب نیستان- ۱۳۸۵
- کسی که موهایم را شانه زد – کانون پرورش فکری کودکان و نوجوانان – ۱۳۸۶

### طراحی تیتراژ فیلم
- طراحی تیتراژ مجموعه تلویزیونی دلیران تنگستان به صورت انیمیشن - ۱۳۵۳
- طراحی تیتراژ مجموعه تلویزیونی دوستت دارم، دوستت دارم
- طراحی تیتراژ مجموعه تلویزیونی حامی و کامی

### ترانه‌سرایی
- آلبوم در ماه باران با صدای محمد نوری و آهنگسازی شهرام گلپریان

## مسئولیت‌ها
دبیر اولین بینال گرافیک به پیشنهاد مرتضی ممیز و اخذ دیپلم افتخار از موزه هنرهای معاصر تهران ۶۶ – ۱۳۶۵

## حاشیه‌ها
علی اصغر محتاج در دوران بازنشستگی خود به نوشتن خاطرات خود در مجموعه‌ای به نام " چیزی همانند خاطره " در هفت دفتر پرداخته که شامل خاطراتی از دوران طلایی دانشکده هنرهای زیبا با جزئیات ظریف و هنرمندانه است.  بخشی از این خاطرات در کتابی با عنوان چیزی همانند خاطره به صورت مصور و در ۴۲۲ صفحه، توسط نشر نظر در سال ۱۴۰۳ در تهران منتشر شده است.در اینجا می‌توانید معرفی کتاب در سایت نشر نظر را مشاهده کنید.

## پی‌نوشت
علی اصغر محتاج در حال حاضر در حال اجرای مجموعه‌ای از کارهای " شعر- تصویر " است که شامل ده تابلو می‌شود که هر یک از۲۰ تابلوی کوچکتر تشکیل شده است. در هر یک از این تابلوها از اشعار یکی از شاعران به نام و مطرح استفاده شده است.